# 美田千賀蔵
美田 千賀蔵（みた ちがぞう、1892年（明治25年)12月10日 - 1945年（昭和20年）7月下旬(戦死日不明））は、日本の陸軍軍人。最終階級は陸軍少将。

## 経歴
鳥取県岩美郡牧谷村牧谷（現・岩美町）で、同村の素封家である沢田家の番頭の長男として産まれる。鳥取県立鳥取第一中学校（現・鳥取県立鳥取西高等学校）に進学する。
1912年12月1日、士官候補生として歩兵第55連隊（佐賀市）に入隊し、1年後の1913年12月1日に陸軍士官学校に入校した。1915年5月25日の卒業後は見習士官として原隊復帰後、同年12月25日付で歩兵第56連隊（久留米市）付として歩兵少尉に任官する。
歩兵第56連隊時代の1917年9月15日に陸軍戸山学校に入校した。1919年4月15日付で中尉に昇進する。
1925年5月1日付で歩兵第10連隊（岡山市）付に転任し、翌6月10日付で連隊は満州に移動した。8月7日付で大尉に昇進し、中隊長となる。しかし、1927年7月26日に病気を理由に中隊長を免じられて大隊副官となった。1928年3月24日に帰国し、大隊付の将校として岡山県倉敷商業学校（現・岡山県立倉敷商業高等学校）の配属将校となる。
1932年8月8日付で連隊副官となり、1933年8月1日に少佐に昇進した。このあと、岡山県笠岡商業学校（現・岡山県立笠岡商業高等学校、1935年8月）・金光中学校（1936年4月）・岡山県玉島商業学校（現・岡山県立玉島商業高等学校、1937年9月）と岡山県下の中等教育学校での配属将校を歴任した。
1937年12月28日、南京戦で戦死した大隊長の後任として、歩兵第115連隊大隊長となる。1938年7月15日に中佐に昇進。
1939年3月9日、第8国境守備隊付として満州国の海拉爾へ赴任する。1942年8月1日付で大佐に昇進した。
1944年6月15日、近衛歩兵第3連隊へ転出、その直後、独立混成第15連隊長に任命される。6月30日、独立混成第44旅団の配下に配属となり、沖縄県へ異動となる。
1945年3月10日付で少将に昇進。
1945年5月、沖縄戦のシュガーローフの戦いで、日本側の指揮を執る。6月下旬に南部戦線へ転進し、米軍に包囲された後、部下にゲリラ戦への長期抗戦を命じ部隊を解散、自身も副官と共に知念半島へと脱出を図る。7月下旬、玉城村で副官や当番兵と4名となり、遭遇した米兵と撃ち合いの後に戦死したと推定。